# Архиепархия Белу-Оризонти

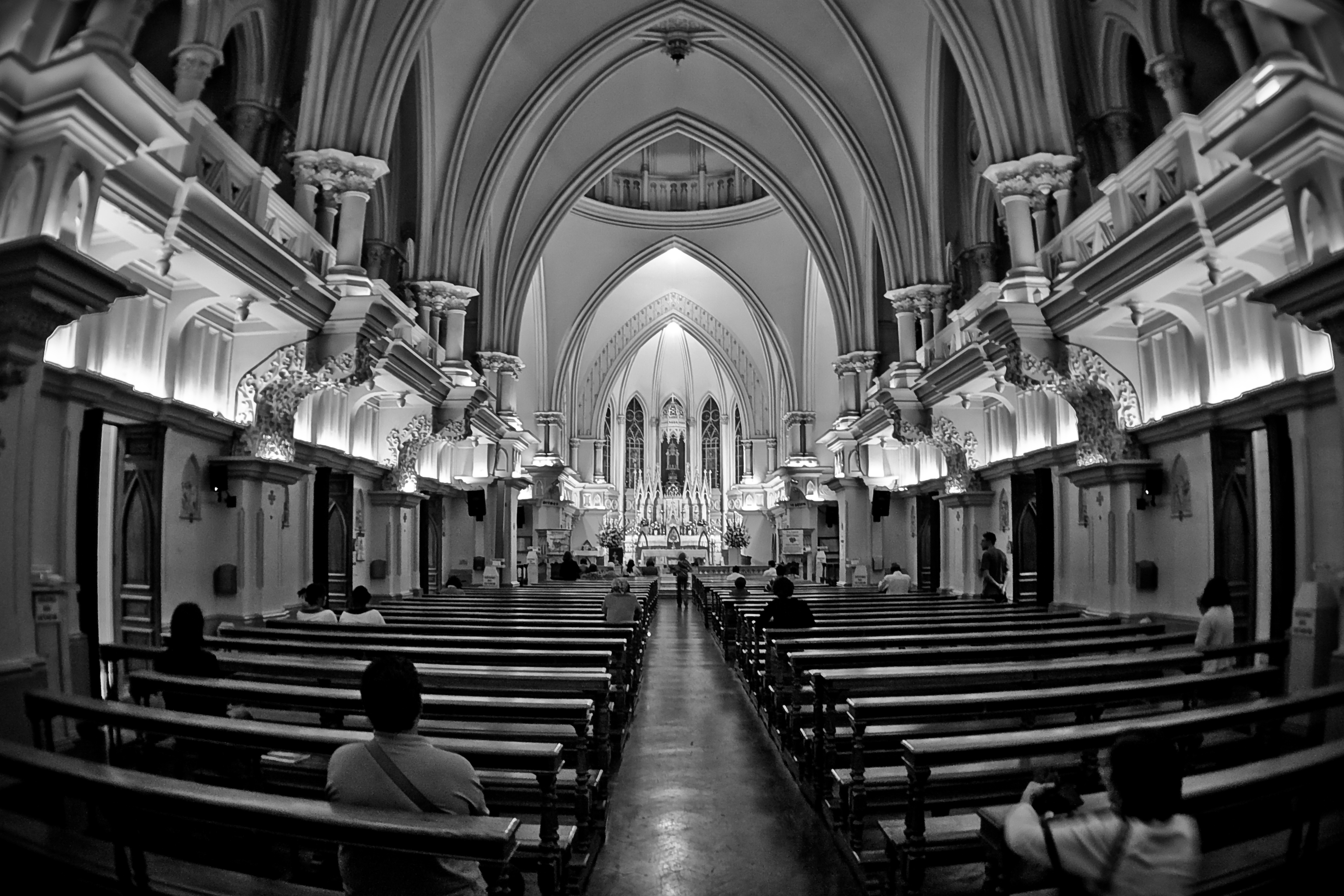
Внутренний интерьер собора Пресвятой Девы Марии, Белу-Оризонти, Бразилия

Regional CNBB Leste 2.

Архиепархия Белу-Оризонти.

Архиепархия Белу-Оризонти (лат. Archidioecesis Bellohorizontina) — архиепархия Римско-Католической церкви с центром в городе Белу-Оризонти, Бразилия. В митрополию Белу-Оризонти входят епархии Дивинополиса, Луса, Оливейры, Сети-Лагоаса. Кафедральным собором архиепархии Белу-Оризонти является церковь Пресвятой Девы Марии.

## История
11 февраля 1921 года Римский папа Бенедикт XV издал буллу Pastoralis sollicitudo, которой учредил епархию Белу-Оризонти, выделив её из архиепархии Марианы.
1 февраля 1924 года Римский папа Пий XI выпустил буллу Amunus nobis, которой преобразовал епархию Белу-Оризонти в ранг архиепархии.
20 декабря 1941 года, 16 июля 1955 года и 11 июля 1958 года архиепархия Белу-Оризонти передала часть своей территории новым епархиям Оливейры, Сети-Лагоаса, Дивинополиса.
В настоящее время архиепископ архиепархии Белу-Оризонти является также ординарием Бразильского ординариата для верных восточного обряда.

## Ординарии архиепархии
- архиепископ Antônio dos Santos Cabral (21.11.1921 — 15.11.1967);
- архиепископ João Resende Costa (15.11.1967 — 5.02.1986);
- кардинал Серафин Фернандис ди Араужу (5.02.1986 — 28.01.2004);
- архиепископ Walmor Oliveira de Azevedo (28.01.2004 — по настоящее время).

## Галерея

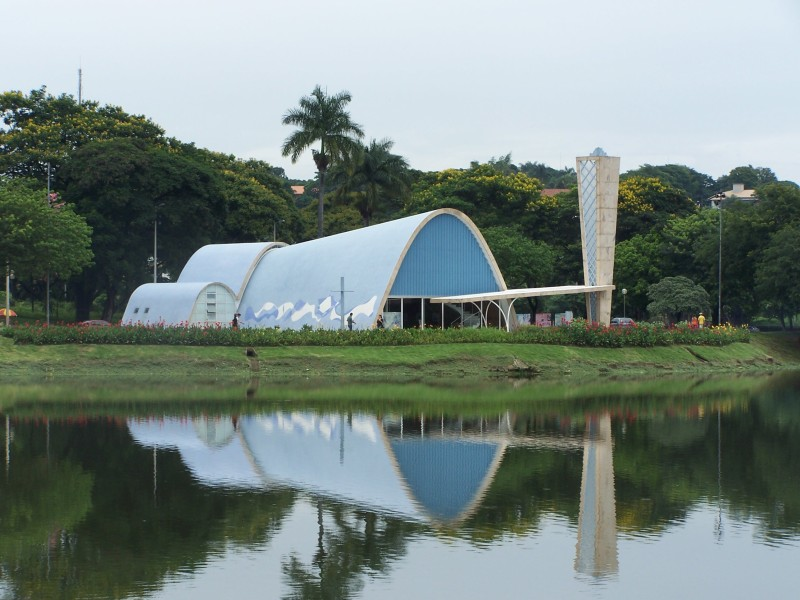
Церковь Святого Франциска Ассизского, Белу-Оризонти

## Источник
- Annuario Pontificio, Libreria Editrice Vaticana, Città del Vaticano, 2003, ISBN 88-209-7422-3
- Булла Pastoralis sollicitudo Архивная копия от 3 марта 2016 на Wayback Machine, AAS 13 (1921), стр. 336  (лат.)
- Булла Ad munus Nobis Архивная копия от 3 марта 2013 на Wayback Machine, AAS 16 (1924), стр. 264  (лат.)